# 石川親康
石川 親康（いしかわ ちかやす）は、戦国時代の武将。三河国碧海郡小川（愛知県安城市）に拠った石川氏の一族。石川政康の三男。松平親忠・長親に仕えた。

## 生涯
文安3年（1446年）、父政康は三河国碧海郡志貴荘村に下野国より移住し、小川城（現安城市小川町志茂）を築いた。文明3年（1471年）、松平信光が安祥城を畠山氏より奪い、三男親忠を城主とした後、親忠より『政康の男子一人を召されて家老となされる』旨の申し出があり、政康の命で三男親康が親忠に臣従したとされる。親康は数え14歳で親忠に仕え、翌年元服し親忠より偏諱を賜った。また、この後偏諱を家例とする旨も仰せつかった。
享禄3年9月12日（1530年10月3日）、死去。